# Haplidus testaceus
Haplidus testaceus är en skalbaggsart som beskrevs av Leconte 1873. Haplidus testaceus ingår i släktet Haplidus och familjen långhorningar. Inga underarter finns listade i Catalogue of Life.